# Завьялов, Василий Васильевич (художник)
Васи́лий Васи́льевич Завья́лов (14 августа 1906 — 31 июля 1972) — русский советский художник, график, один из первых создателей почтовых марок СССР, заслуженный художник РСФСР (1968). Автор более 600 знаков почтовой оплаты.

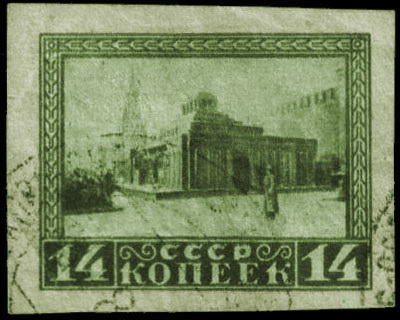
«Мавзолей В. И. Ленина» — первая марка работы В. В. Завьялова (1925)

## Биография
Василий Завьялов учился в художественной школе при типографии Сытина, в школе гравёров на фабрике «Гознак», где и работал в течение многих лет. Его первые марки с изображением деревянного Мавзолея Ленина (ЦФА [АО «Марка»] № 212—215) увидели свет в 1925 году в рамках выпуска «Первая годовщина со дня смерти В. И. Ленина».

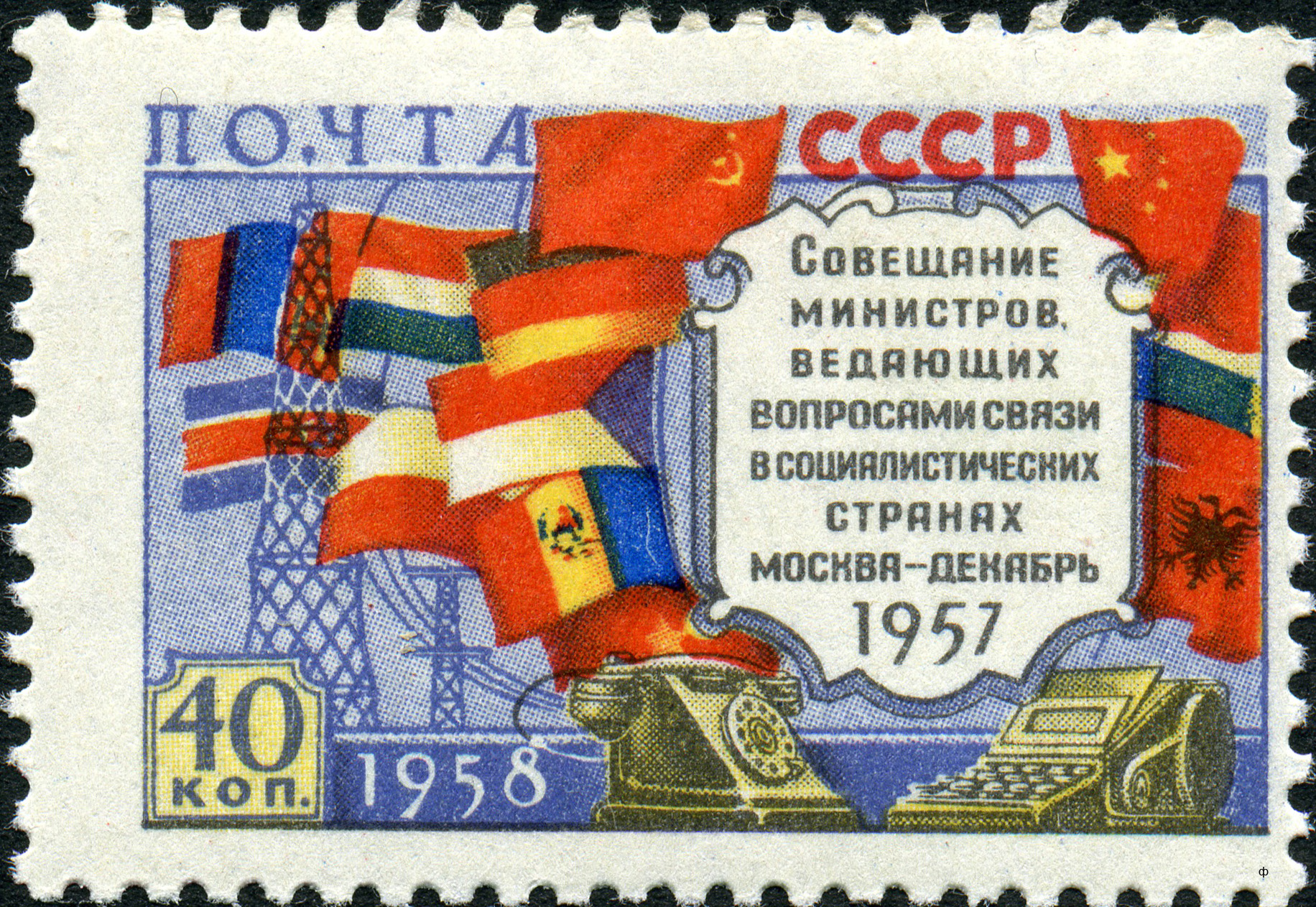
Почтовая марка СССР, посвящённая совещанию министров связи соцстран в Москве с ошибкой в чехословацком флаге (1958)

В 1957 году в ДК имени Горбунова (Москва) состоялась выставка В. В. Завьялова, где экспонировались оригиналы созданных им почтовых марок в восьми тематических разделах: революционеры, политика, литература, искусство, история, спорт, народное хозяйство, памятные даты.
В 1958 году Василий Завьялов был представлен к званию «Заслуженный художник РСФСР», однако из-за ошибки в марке «Совещание министров связи социалистических стран в Москве» (цвета флага Чехословакии оказались перевёрнутыми), звание Завьялову присвоено не было. Заслуженным художником РСФСР Василий Васильевич стал только десять лет спустя. Похоронен на Даниловском кладбище, участок 36 в родственном захоронении.

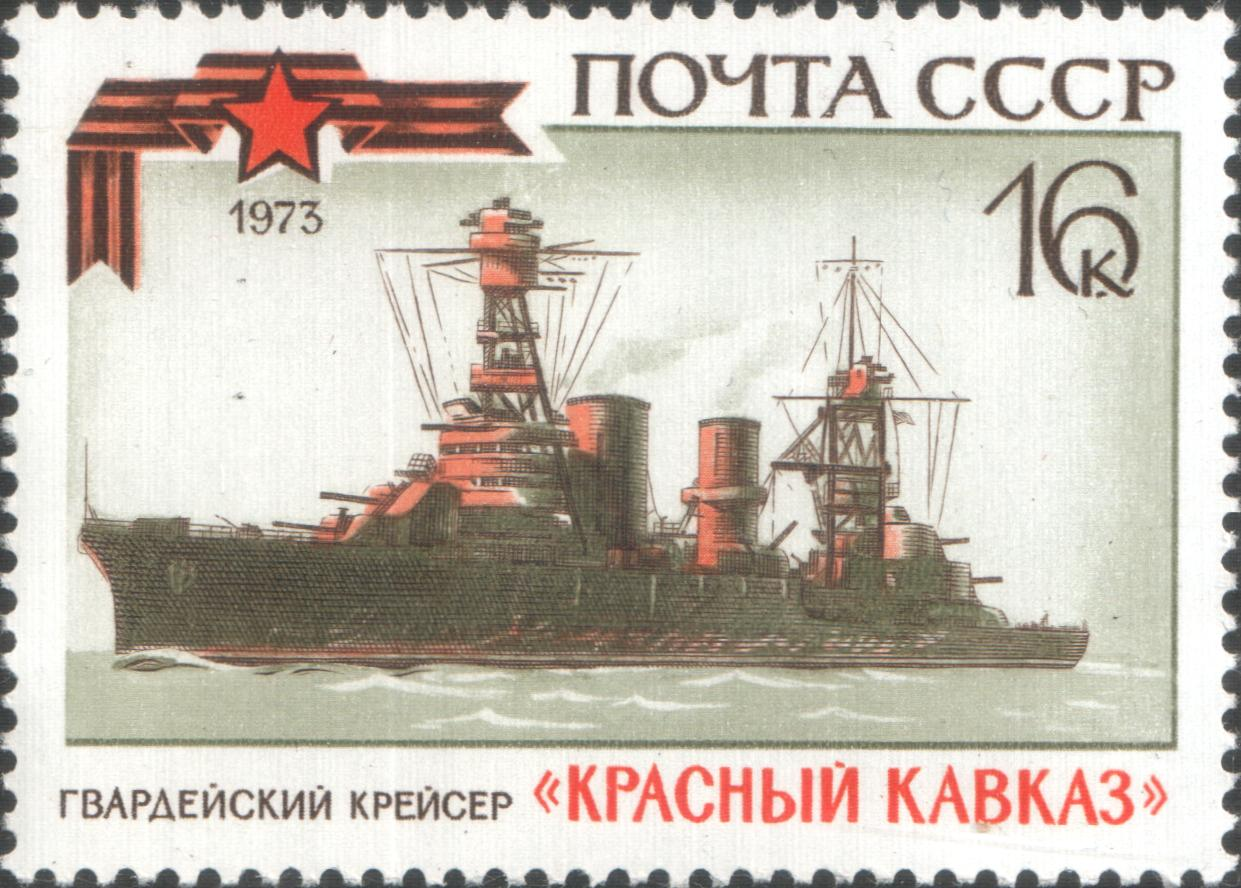
Марка СССР (1973): крейсер «Красный Кавказ». Художники — отец и сыновья Завьяловы

### Семья
Жена — Прасковья Васильевна. Сыновья Лев (23 января 1932 — ?) и Александр (1946 — 24 мая 2001) тоже стали художниками, авторами почтовых марок.

## Творчество
В почтовых миниатюрах Завьялова заметны его твердая рука, острый глаз и верность природе. Важность этих качеств для творческого успеха художника отмечена самим В. В. Завьяловым. Является автором первого советского почтового блока в ознаменование Всесоюзной Пушкинской выставки в Москве (ЦФА [АО «Марка»] #542; Sc #596).

Почтовые марки СССР работы В. В. Завьялова
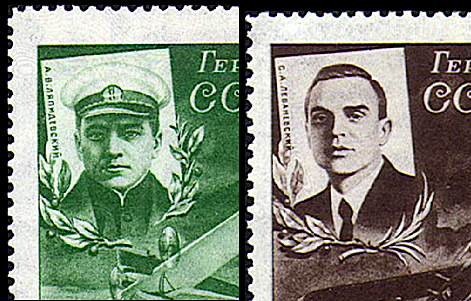
Фрагменты марок: полярные лётчики А. Ляпидевский и С. Леваневский (1935, 5 и 10 копеек) (ЦФА [АО «Марка»] #488, 489; Sc #С60, С61)
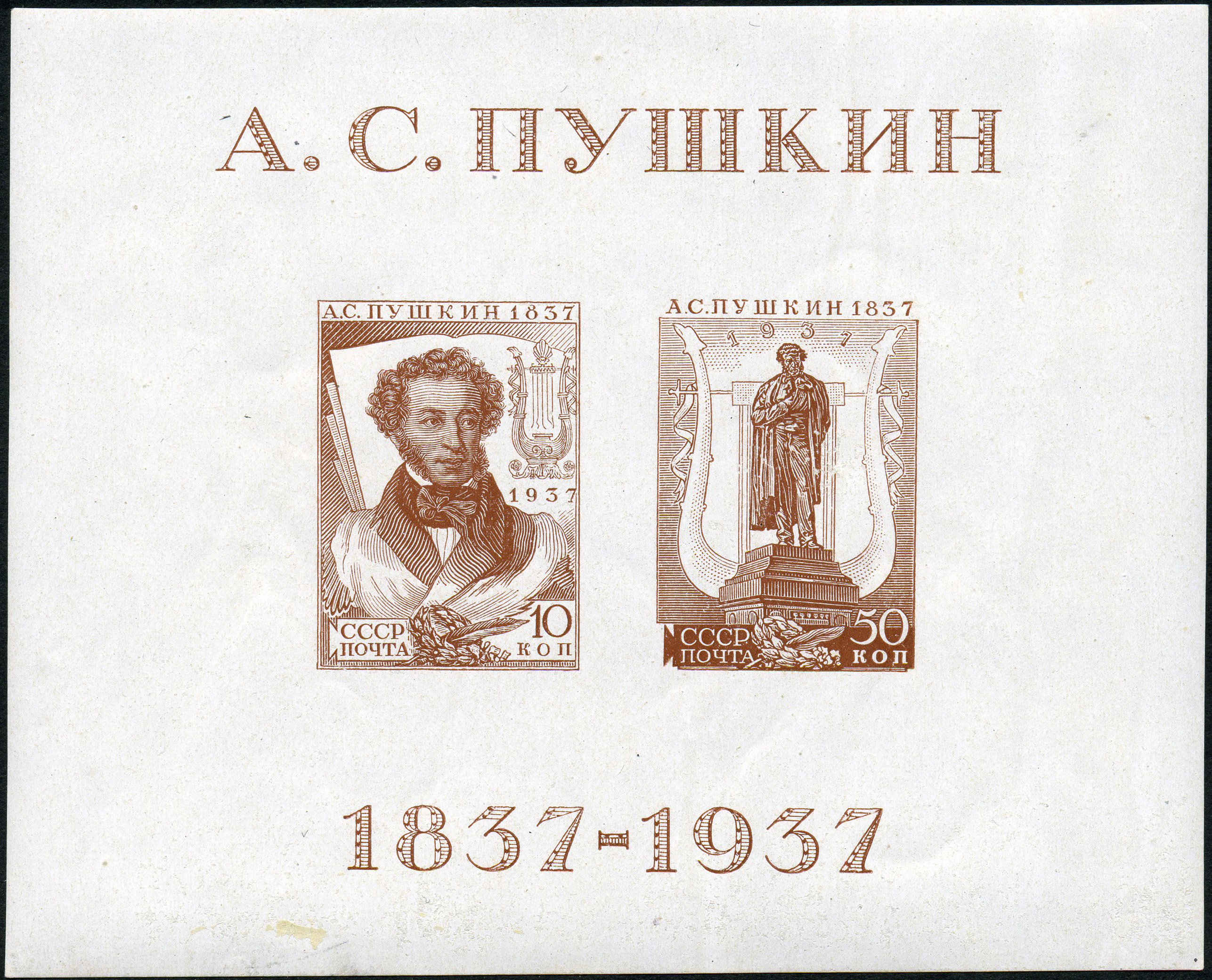
Почтовый блок «Всесоюзная Пушкинская выставка в Москве» (1937, 10+50 копеек, вместе с гравёром А. Троицким) (ЦФА [АО «Марка»] #542; Sc #596)
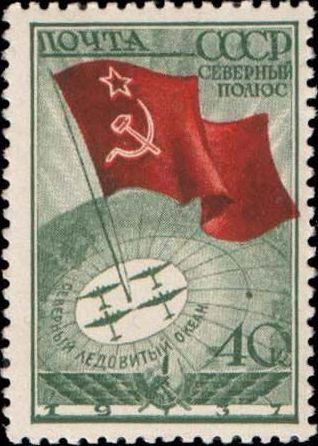
Марка «Авиапочта. Советская воздушная экспедиция по высадке научной дрейфующей станции „Северный полюс-1“ (1937)» (1938, 40 копеек) (ЦФА [АО «Марка»] #585; Sc #627)
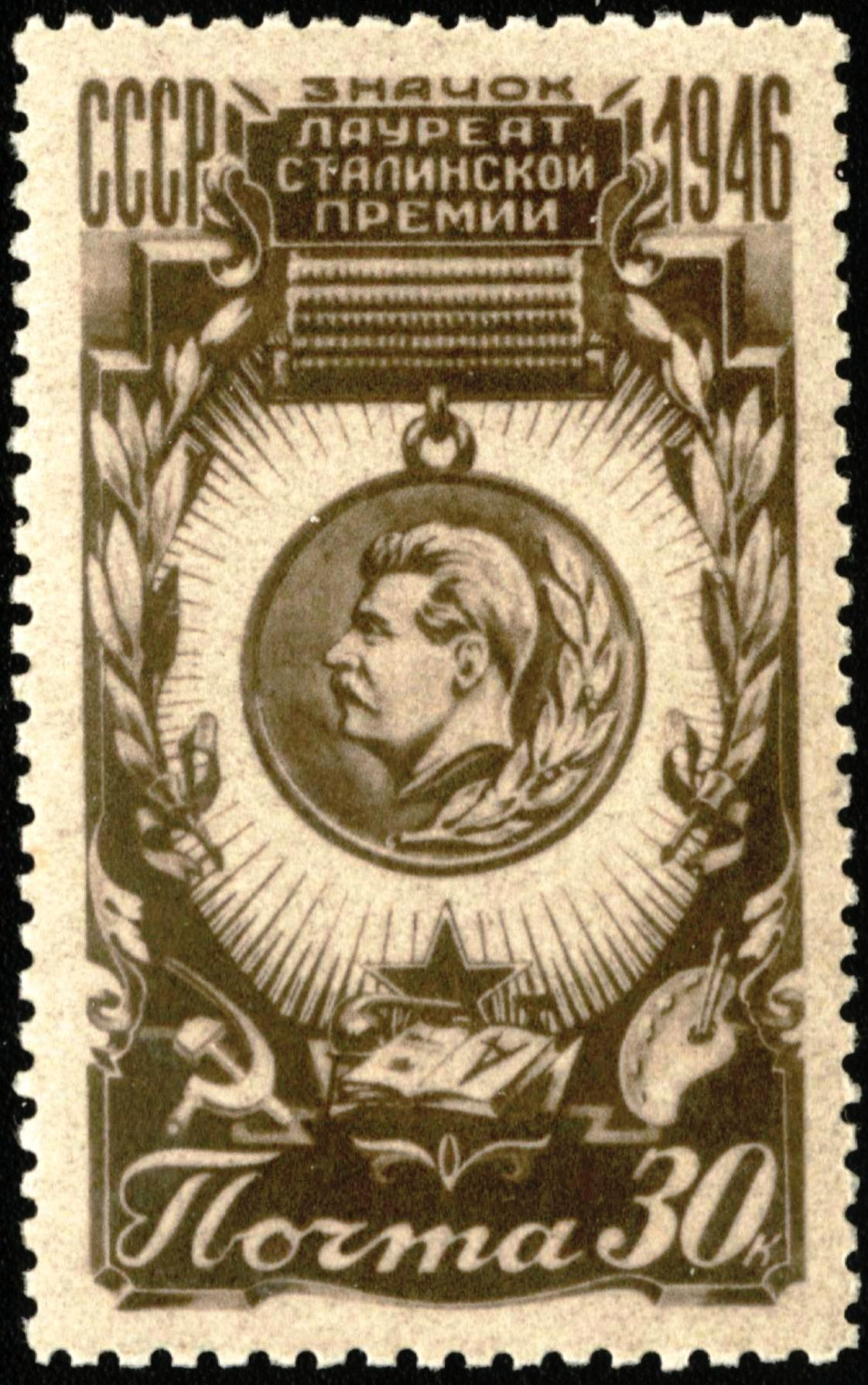
Марка «Почетный знак Лауреата Сталинской премии» (1946, 30 копеек) (ЦФА [АО «Марка»] #1100; Sc #1100)
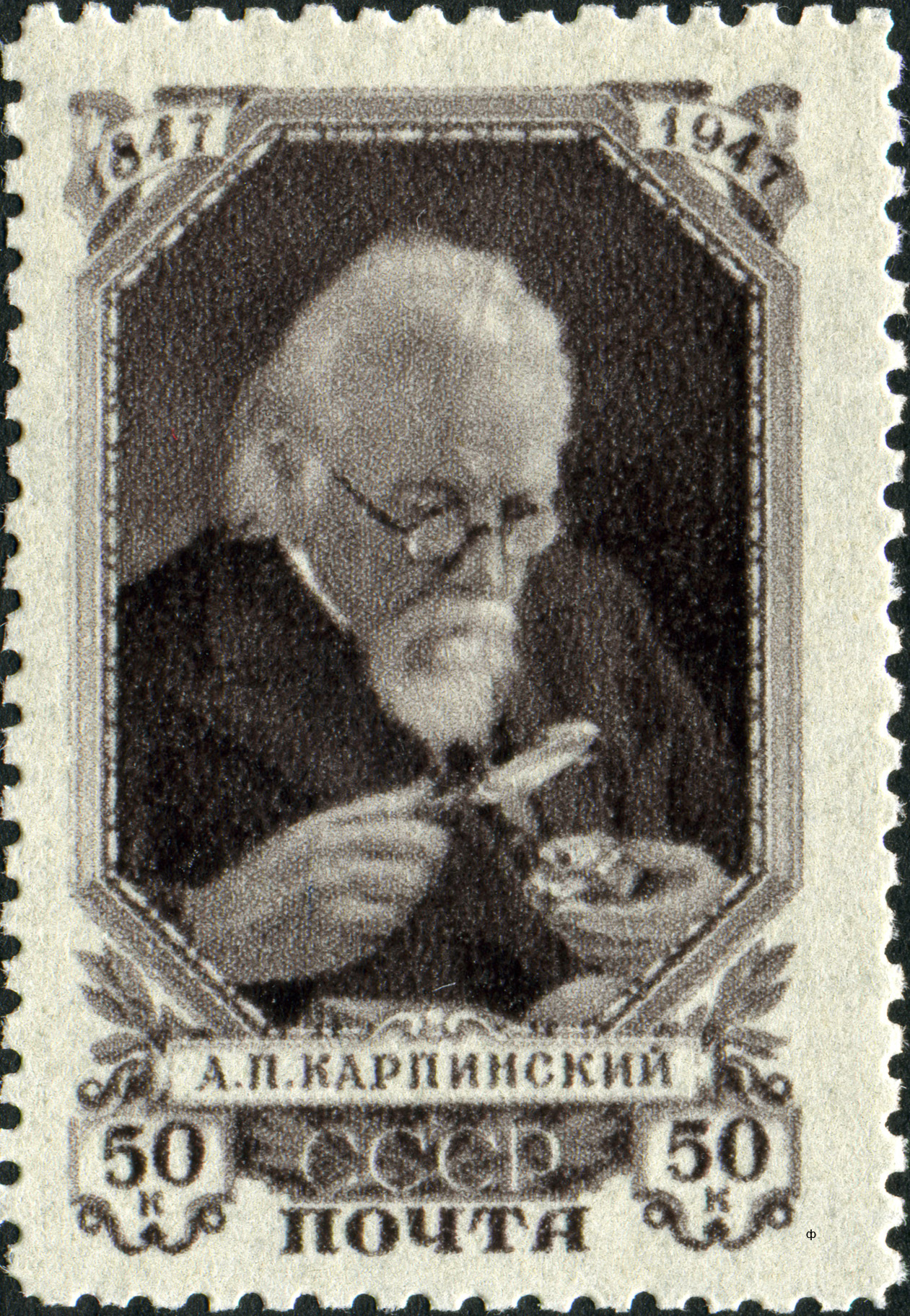
Марка «100 лет со дня рождения академика А. П. Карпинского (1847—1936)» (1947, 50 копеек) (ЦФА [АО «Марка»] #1104; Sc #1088)
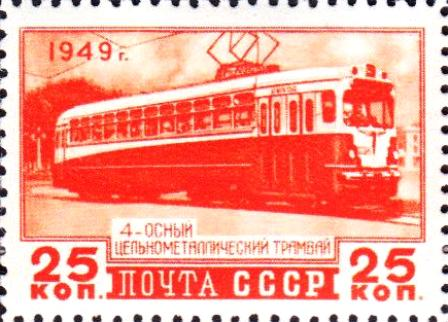
Марка «Четырехосный цельнометаллический трамвай» (1949, «Транспортное машиностроение», 25 копеек) (ЦФА [АО «Марка»] #1469; Sc #1411)
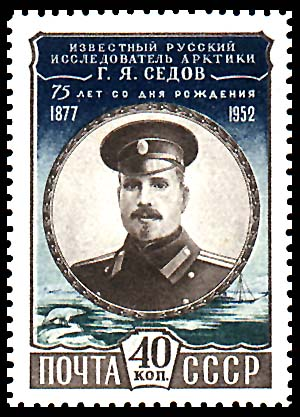
Марка «75 лет со дня рождения Г. Я. Седова (1877—1914)» (1952, 40 копеек) (ЦФА [АО «Марка»] #1686; Sc #1631)
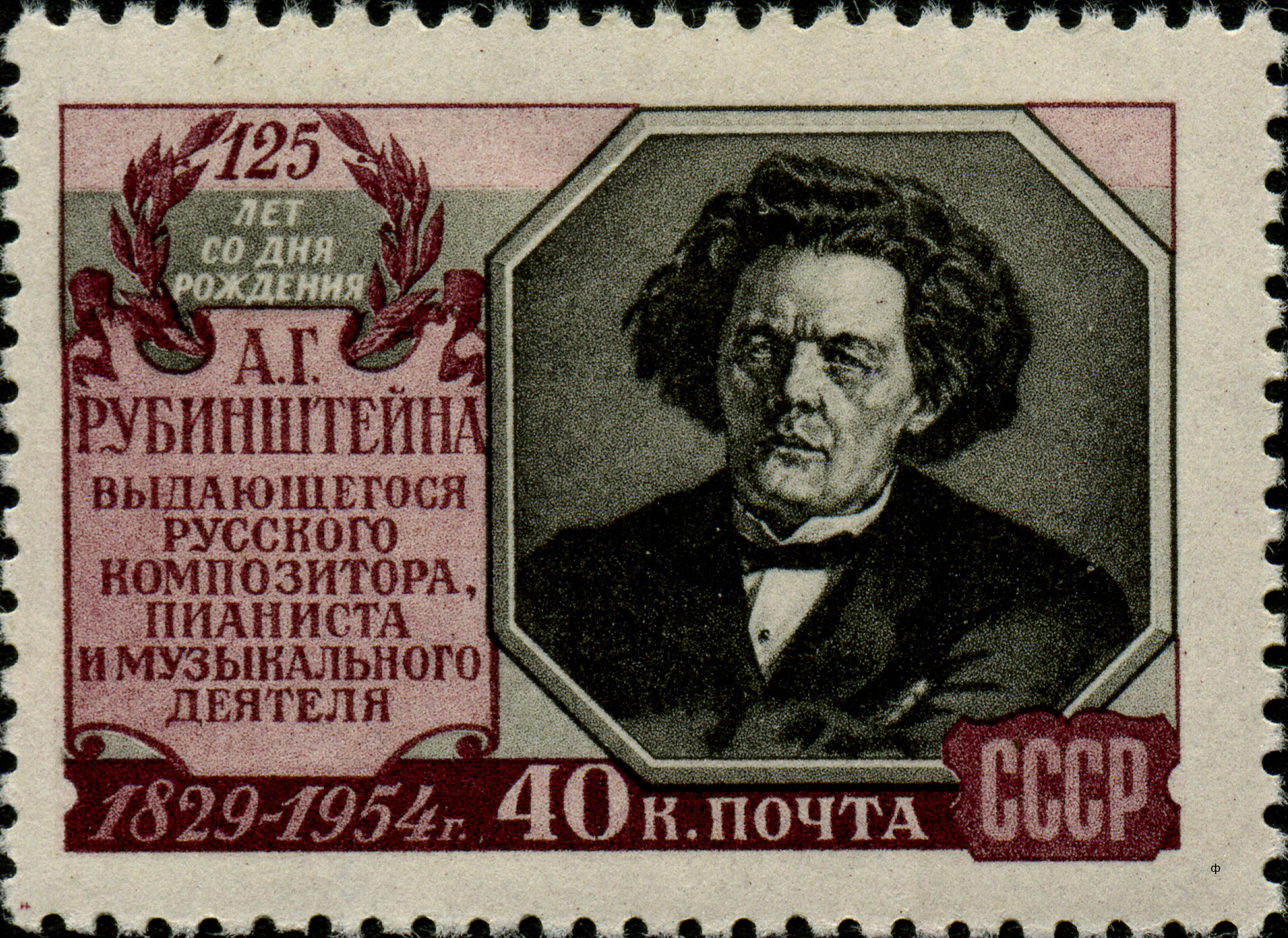
Марка «125-летие со дня рождения пианиста и композитора А. Г. Рубинштейна» (1954, 40 копеек) (ЦФА [АО «Марка»] #1799; Sc #1745)
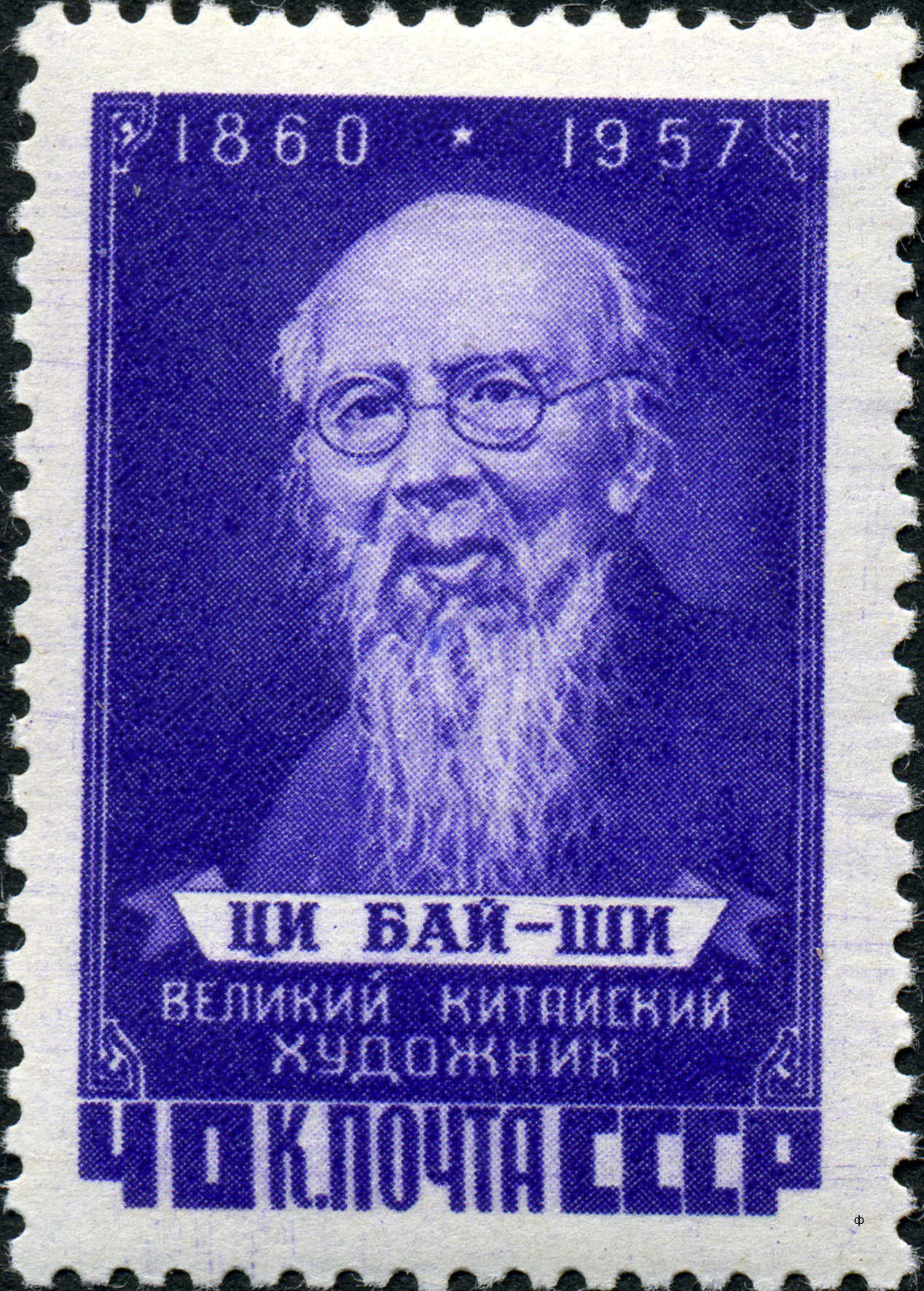
Марка «Памяти Ци Байши (1860-е — 1957)» (1958, 40 копеек) (ЦФА [АО «Марка»] #2116; Sc #2029)
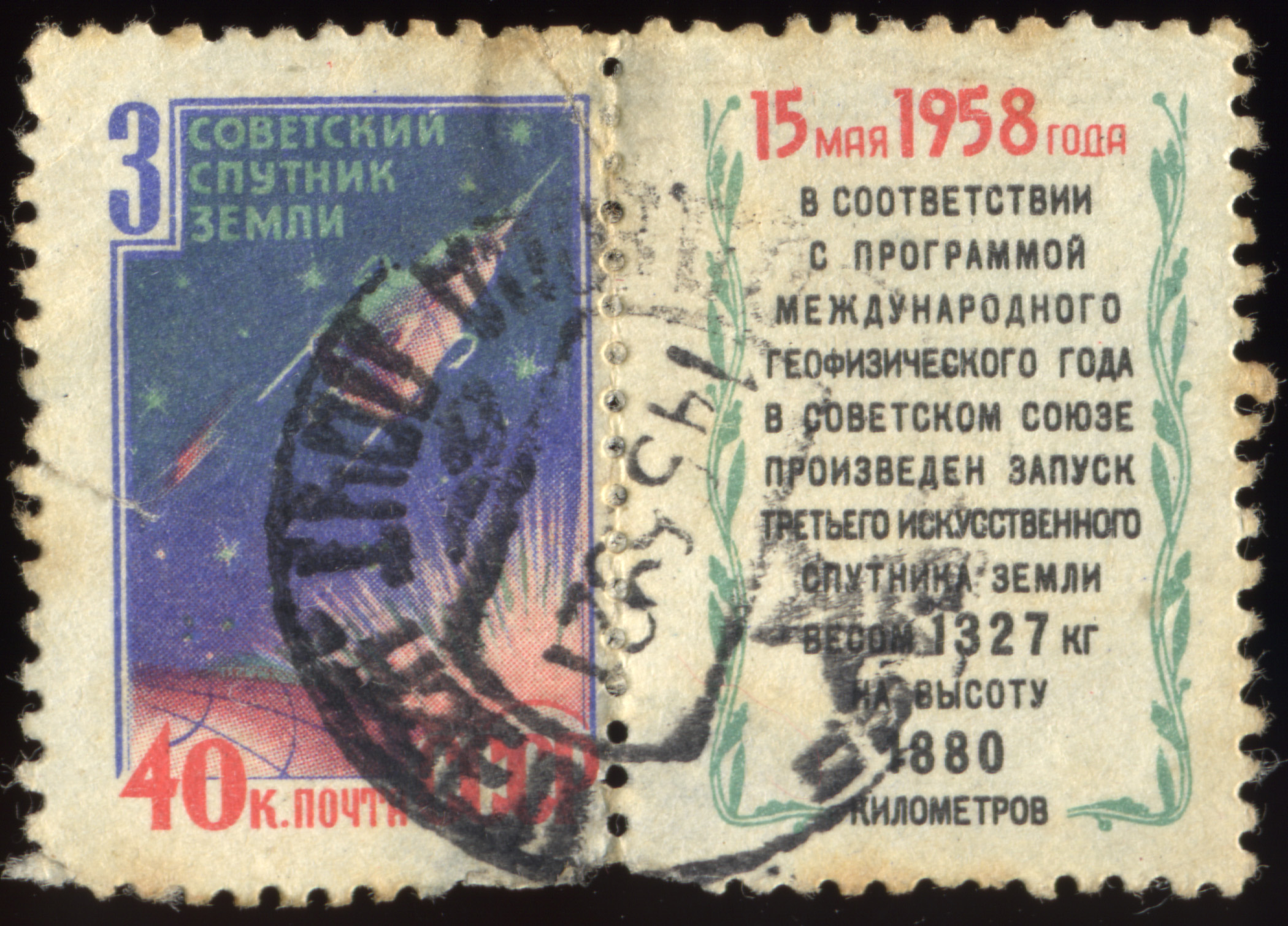
Марка «Третий советский искусственный спутник Земли» (1958, 40 копеек) (ЦФА [АО «Марка»] #2176; Sc #2083)
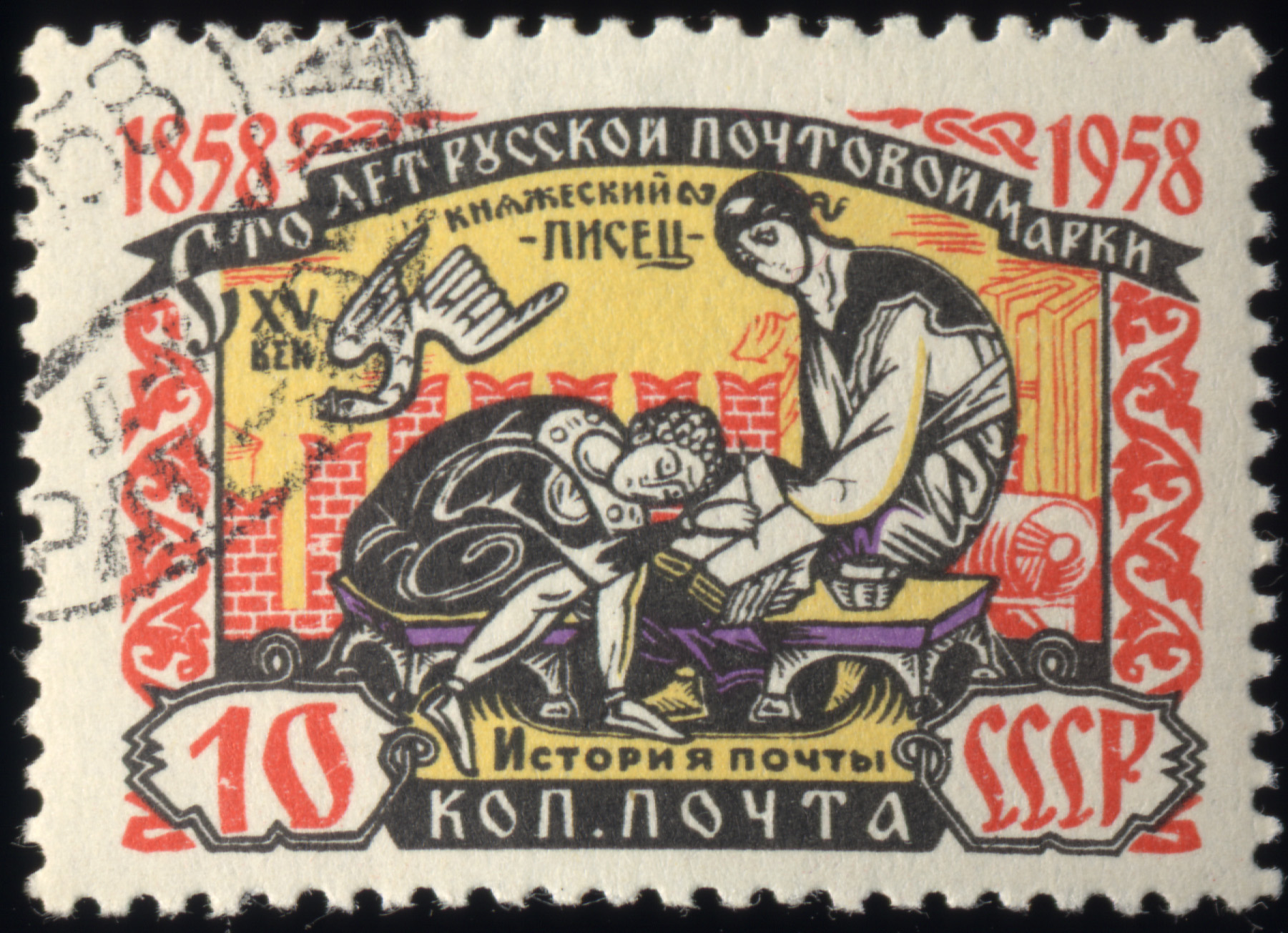
Марка «Княжеский писец, XV в.» (1958, «100 лет русской почтовой марке», вместе с В. Волковым) (ЦФА [АО «Марка»] #2203; Sc #2095)
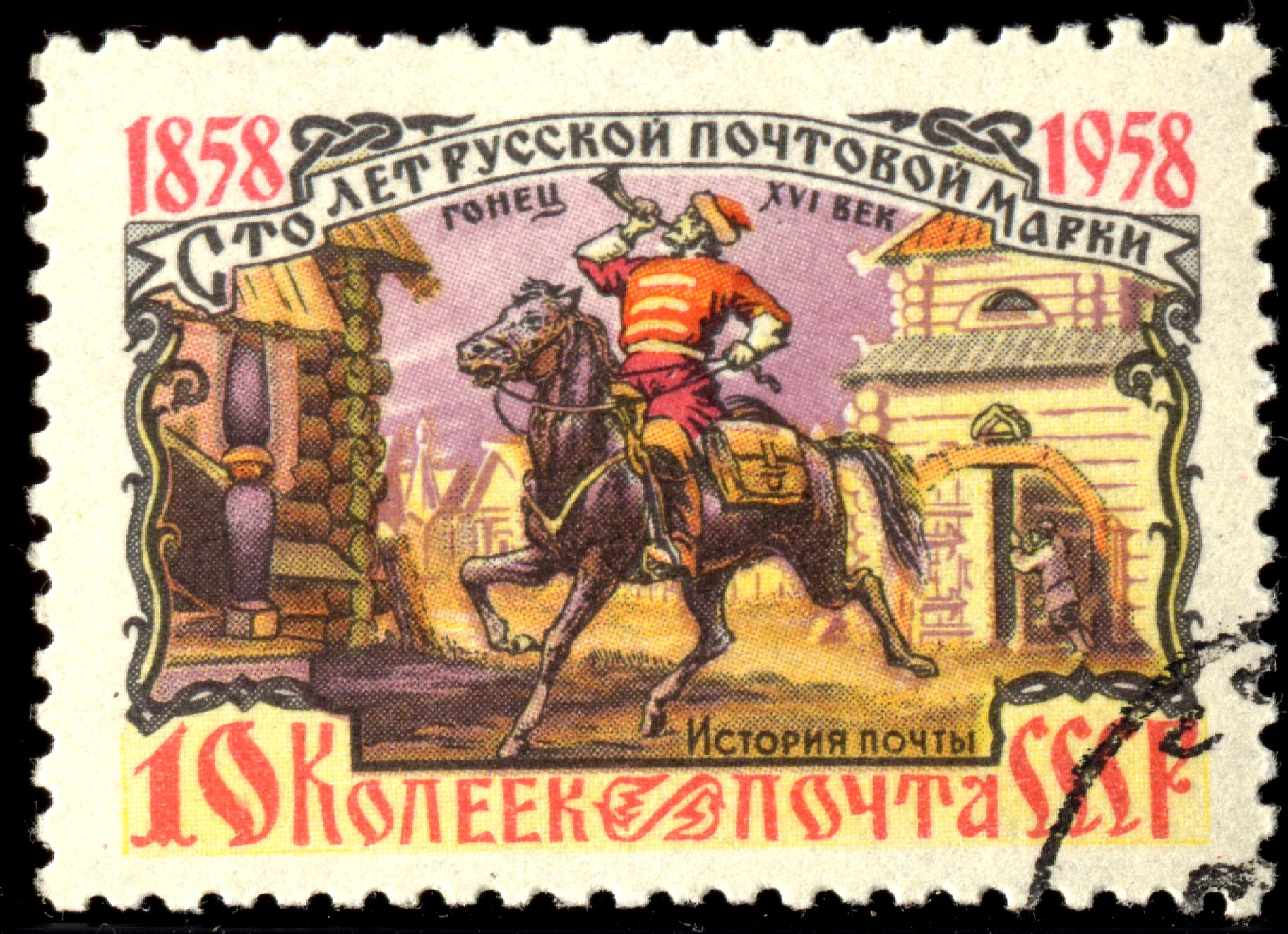
Марка «Гонец, XVI в.» (1958, «100 лет русской почтовой марке», вместе с В. Волковым) (ЦФА [АО «Марка»] #2204; Sc #2096)
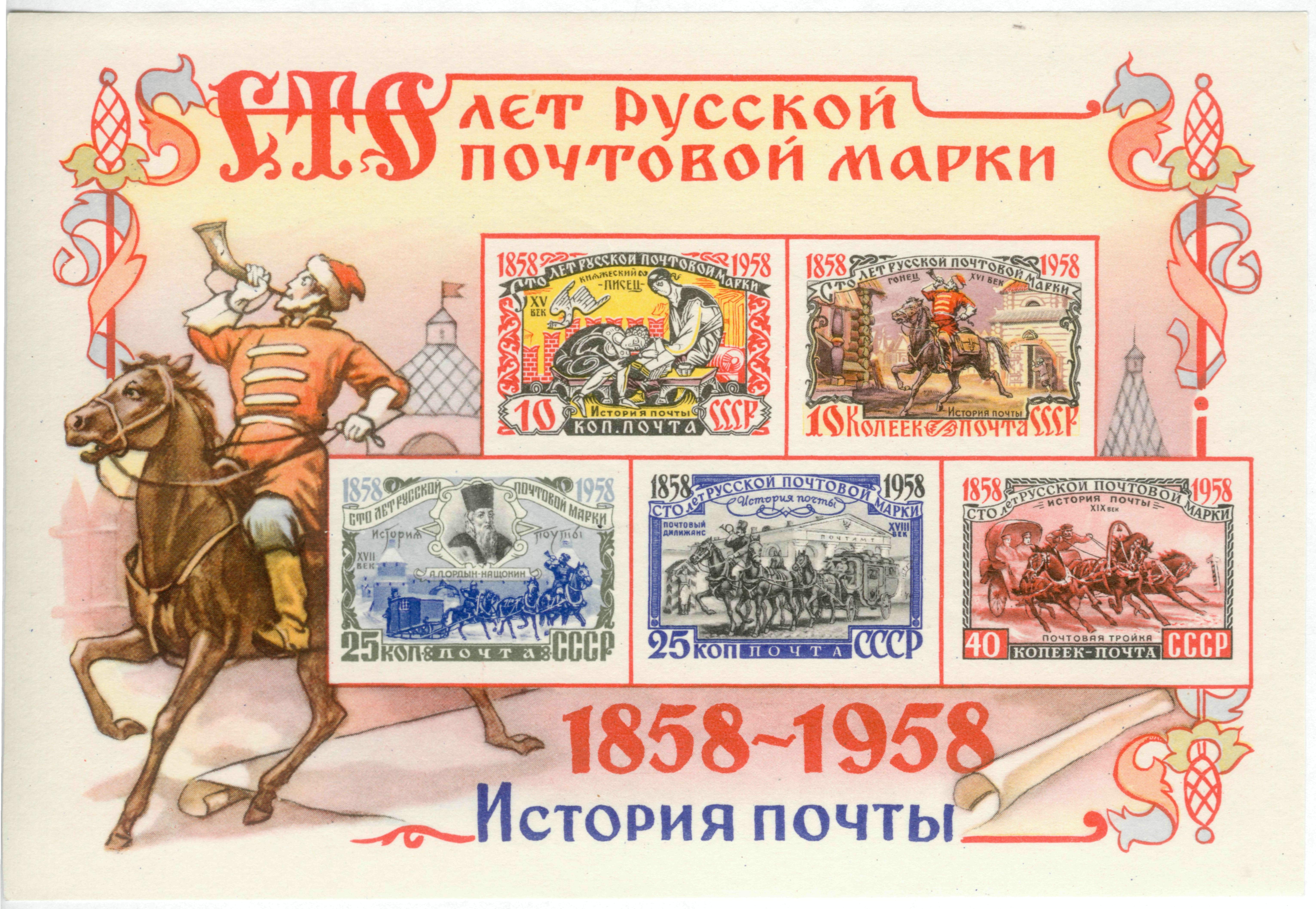
Блок «100 лет русской почтовой марке» (1958, вместе с В. Волковым) (ЦФА [АО «Марка»] #2214; Sc #2095—2099a)
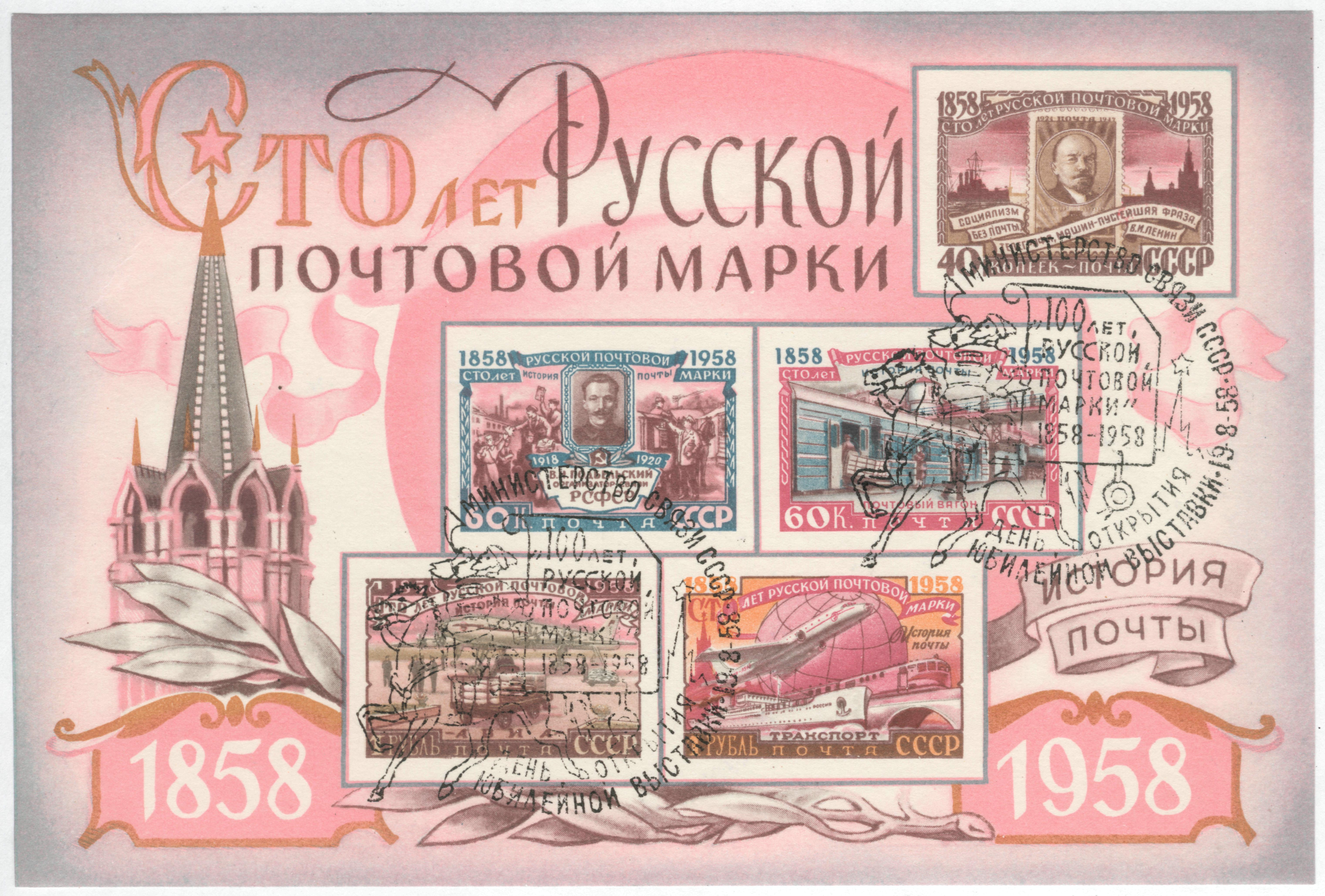
Блок «100 лет русской почтовой марке» (1958, вместе с В. Волковым) (ЦФА [АО «Марка»] #2215; Sc #2100, 2103—2106a)
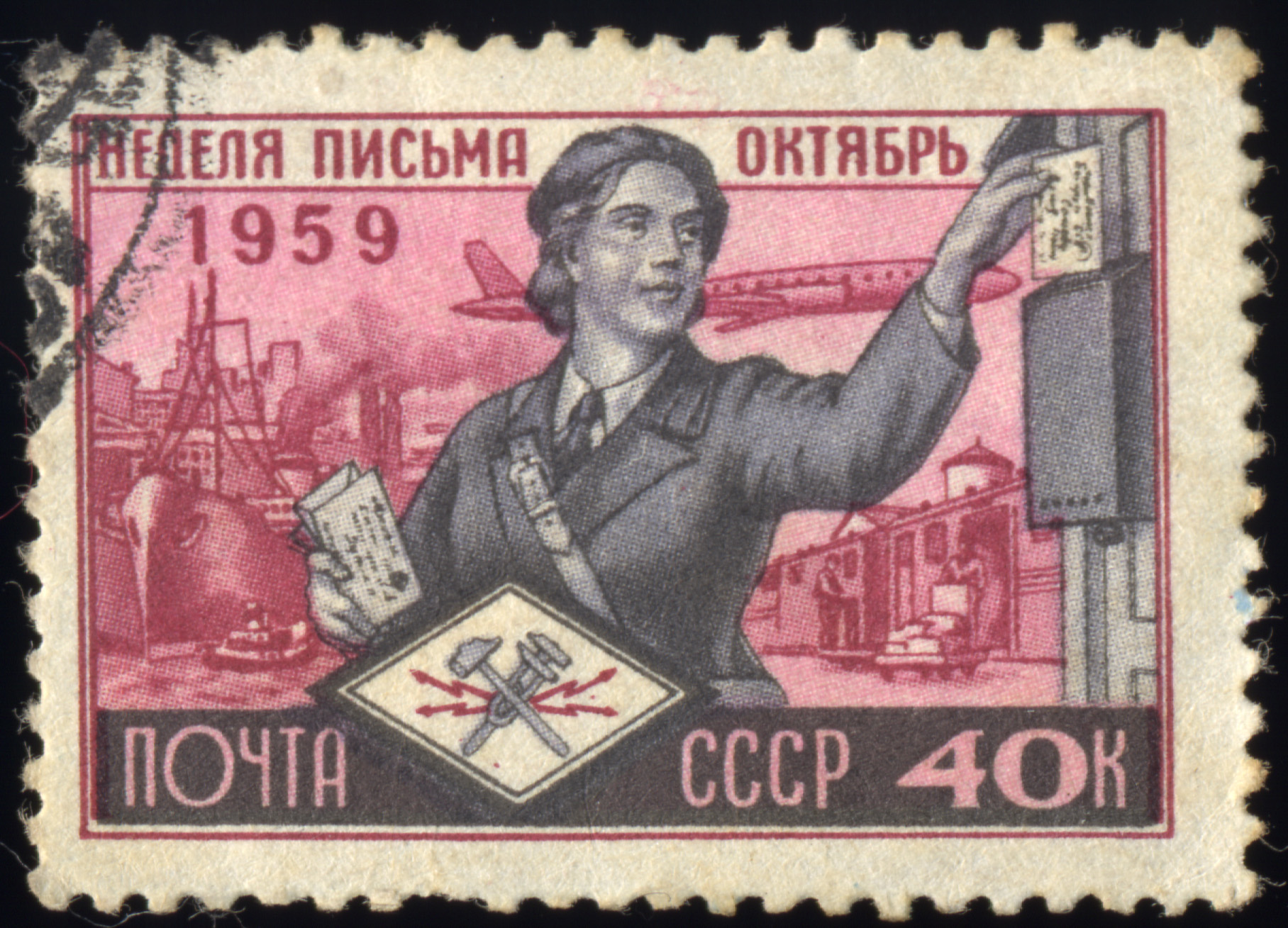
Марка «Неделя письма» (1959, 40 копеек) (ЦФА [АО «Марка»] #2362; Sc #2239)